# Bo Markenholm
Bo Markenholm, född 8 april 1964, är en svensk målare och tecknare, verksam i Lund. Hans motiv är främst stilleben, främst med fruktmotiv.